# Округ Рајт (Ајова)
Рајт (енгл. Wright County) је округ у америчкој савезној држави Ајова.

## Демографија
По попису из 2010. године број становника је 13.229, што је 1.105 (-7,7%) становника мање 2000. године.
| Група             | 2000.          | 2010.          |
| Белци             | 13.489 (94,1%) | 11.738 (88,7%) |
| Афроамериканци    | 24 (0,2%)      | 57 (0,4%)      |
| Азијати           | 28 (0,2%)      | 33 (0,2%)      |
| Хиспаноамериканци | 706 (4,9%)     | 1.274 (9,6%)   |
| Укупно            | 14.334         | 13.229         |